# Capo Leeuwin

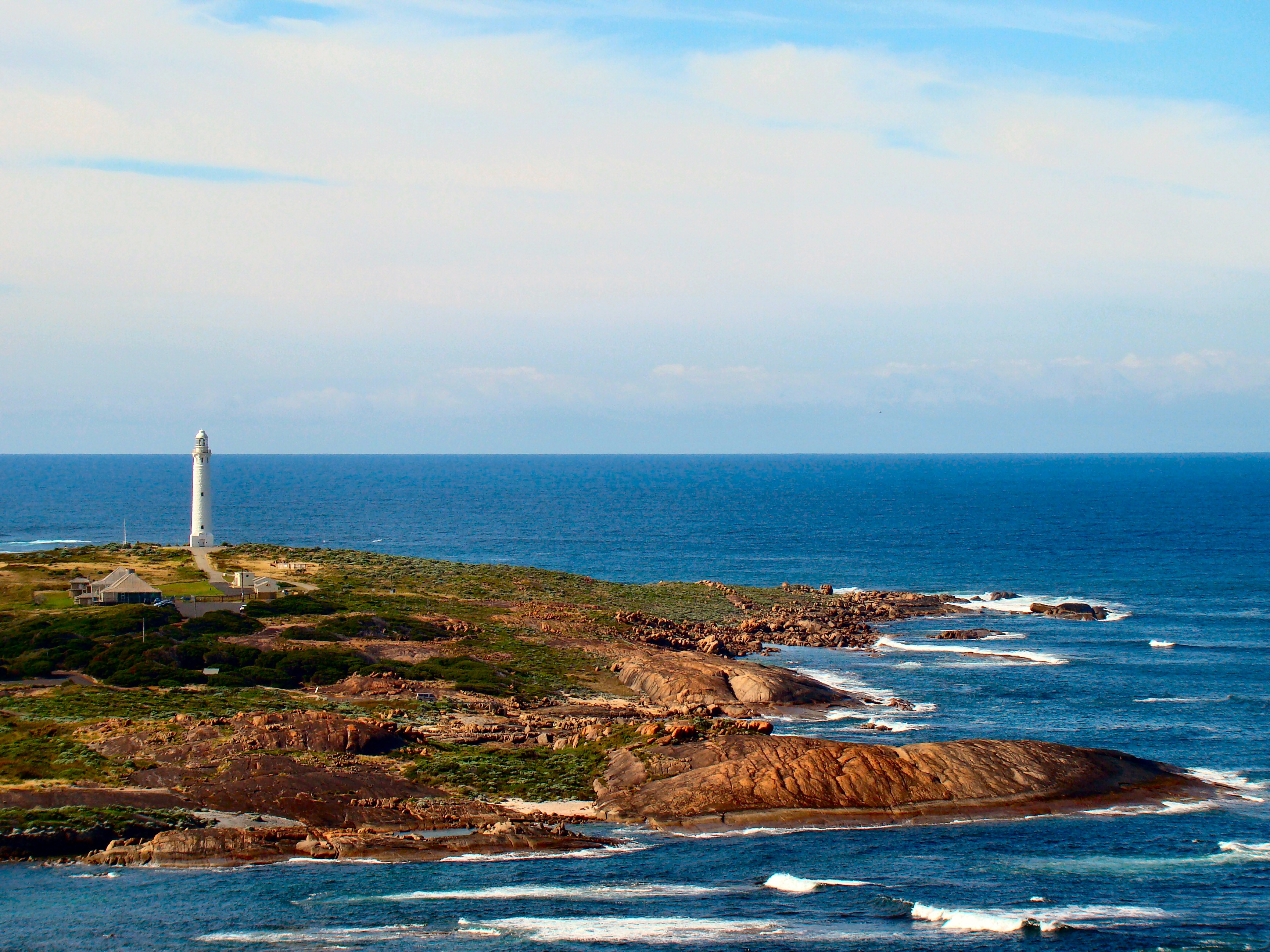
Capo Leeuwin e il suo faro, visti da nord

Capo Leeuwin, posto alle coordinate 34°22′30″S 115°08′10″E, è la punta più a sud-ovest dell'Australia, sebbene il continente più a est del capo si estenda ulteriormente verso sud, a partire dalle isole di Saint Alouarn, che si trovano a sud-est. La cittadina più vicina è Augusta.

## Storia
Leeuwin, che in olandese significa "leonessa", era il nome di un vascello che navigò nei suoi pressi nel 1622. I registri di bordo vennero persi ma le coste circostanti compaiono in una mappa del 1627 di Hessel Gerritsz, sebbene il capo non vi sia identificato. Tale denominazione gli verrà data infatti solo nel 1801 dal navigatore e cartografo inglese Matthew Flinders, che ha un suo memoriale nei pressi del capo.
Anche una corrente oceanica, la corrente Leeuwin che scorre al largo della costa occidentale dell'Australia, deriva il suo nome dallo stesso vascello. In Australia è considerato il punto in cui l'Oceano Indiano incontra l'Oceano antartico, ma altrove di regola il limite settentrionale dei mari antartici è considerato essere il sessantesimo parallelo sud. Assieme al vicino Capo Naturaliste fa parte di un parco nazionale e nel 1968 fu doppiato da Bernard Moitessier nella sua circumnavigazione del globo senza scalo.